# Anton Schütz (Künstler)
Anton Friedrich Josef Schütz (später auch Anton Schutz; * 19. April 1894 in Berndorf; † 6. Oktober 1977 in Scarsdale, New York) war ein deutschamerikanischer Maler, Zeichner, Grafiker, Radierer, Autor und Verleger.

## Leben und Wirken

### Deutschland
Anton Schütz wurde als Sohn des Lehrers Anton Valentin Schütz und dessen Ehefrau Elisabeth geb. Struth geboren. Der Vater beendete 1895 seine Lehrertätigkeit in Berndorf und wechselte als Zeitungsreporter nach Trier. Dort besuchte Anton Schütz ab 1900 die Volksschule, ab 1904 das Friedrich-Wilhelm-Gymnasium und ab 1908 das Königliche Realgymnasium.
Während seiner Schulzeit wurde die künstlerische Begabung von Anton Schütz erkannt und gefördert, er besuchte Abendkurse der Kunstgewerbeschule. Um 1910 erwarb der damalige Oberbürgermeister Albert von Bruchhausen ein Bild für das Städtische Museum Trier. Schütz legte das Abitur ab und begann 1912 ein Studium der Architektur an der Technischen Hochschule München, wurde aber im August 1914 zum Deutschen Heer eingezogen. Mit dem Pionier-Bataillon Nr. 27 wurde er an der Somme, in Nordrussland, in Ostgalizien und in Flandern eingesetzt. Er fertigte Zeichnungen von Kriegsschauplätzen an, die als Feldpostkarten herausgegeben wurden. Schütz wurde zum Leutnant befördert und mit dem Eisernen Kreuz II. und I. Klasse und dem Eisernen Halbmond ausgezeichnet.
Nach dem Krieg studierte er Kunst an der Akademie der Bildenden Künste München und nach der Wiedereröffnung der Technischen Hochschule parallel dazu auch wieder Architektur. Beide Studien schloss er erfolgreich ab, das Studium an der Technischen Hochschule als Diplomingenieur. Sein Studium finanzierte er unter anderem durch den Verkauf eigener Zeichnungen und Radierungen. 1920 heiratete er Maria Hedwig Karoline Groß aus Schwaz in Tirol.

### Vereinigte Staaten
1924 wanderte er in die Vereinigten Staaten aus. Er fuhr – zunächst ohne seine Frau und seine beiden Kinder, die später nachkamen – am 28. Februar 1924 mit der Cleveland von Hamburg aus nach New York, wo er am 10. März 1924 ankam. Mit Empfehlungsschreiben des Rektors der Kunstakademie München Carl von Marr und des Kunstverlegers Edgar II Hanfstaengl (dem Sohn von Edgar Hanfstaengl) konnte er in den Vereinigten Staaten Fuß fassen. Er lernte Joseph Pennell kennen, der an der Art Students League of New York lehrte. Durch dessen Einfluss und die Inspirationen durch die Stadtlandschaft von New York, insbesondere von Manhattan und Brooklyn, schuf Schütz vor allem Städtebilder. 1924 wurden in der Anderson-Galerie in New York bei einer internationalen Ausstellung Radierungen von Schütz gezeigt. 1925 gründete er die „New York Graphic Society“ (NYGS) mit mehreren Angestellten, die seine Arbeiten druckte, rahmte und vertrieb. Später verlegte sie auch Arbeiten anderer Künstler. 1926 gab Schütz anlässlich der 300-Jahr-Feier von New York zwölf historische Stadtansichten heraus. Er wurde zum Mitillustrator der Encyclopædia Britannica berufen; in der 14. Auflage erschienen 1929 mehrere ganz- und halbseitige Radierungen amerikanischer und englischer Stadtansichten von Schütz. 1930 wurde er naturalisiert. Im selben Jahr erhielt er seine erste Einzelausstellung in der Kunstgalerie von Abraham & Straus in New York.
Die „New York Graphic Society“ litt auch unter der Weltwirtschaftskrise, da Aufträge ausblieben, seine Händler nur wenig absetzen konnten oder Zahlungen ausblieben. Auch der veränderte Kunstgeschmack spielte eine Rolle, statt Schwarzweiß-Grafiken waren jetzt eher handkolorierte Stiche und Radierungen gefragt. Schütz erwarb bei einer Europareise von Verlegern Kunstblätter und von Farbgrafikern aus Frankreich die Alleinvertretung in den Vereinigten Staaten für seine „New York Graphic Society“. Er stellte sein Unternehmen auf den Druck und Verlag farbiger Kunstreproduktionen um, die unter anderem von dem österreichischen Kunstdrucker Arthur Jaffe gedruckt wurden. Als erster Druck erschien im Jahr 1935 das Bild Count Rumford von Thomas Gainsborough.
Die „New York Graphic Society“ entwickelte sich zu einem führenden amerikanischen Kunstverlag und machte Schütz später zum Millionär. 1943 kaufte er ein Haus in Scarsdale. In Europa erwarb er wertvolle Druckplatten und in den Vereinigten Staaten mehrere Druck- und Verlagshäuser. Nach dem Zweiten Weltkrieg wurde das Unternehmen eines der führenden auf dem Gebiet der Kunstreproduktionen. 1951 verlegte es seinen Sitz von New York nach Greenwich, Connecticut.
Anton Schütz war auch als Autor, Herausgeber und Verleger von Kunstbüchern tätig. Er war der Initiator, Herausgeber und Mitredakteur der „UNESCO World Art Series“, die seit 1954 in seiner „New York Graphic Society“ erschien.
Schütz unternahm immer wieder Reisen durch Amerika, Europa und Asien. Durch die häufige Abwesenheit lebte er sich mit seiner Frau auseinander und sie trennten sich. Schütz heiratete 1961 Christa Trapp aus Berlin, die 1956 als Sekretärin zur „New York Graphic Society“ gekommen war. Mit ihr hatte er drei Kinder.
Am 28. Juli 1966 erlitt Schütz einen Herzinfarkt und er erhielt einen Herzschrittmacher. Am 1. Dezember 1966 fusionierte die „New York Graphic Society“ mit dem Verlag Time Inc. und Anton Schütz zog sich ins Privatleben zurück. Er erholte sich noch einmal, konnte mehrere Reisen nach Europa machen und in seinem Garten arbeiten. Am 6. Oktober 1977 verstarb er. Er ist auf dem Ferncliff Cemetery and Mausoleum in Hartsdale, New York, beigesetzt.

## Arbeiten im öffentlichen Raum
Werke von Anton Schütz sind zu sehen unter anderem in der Library of Congress in Washington, im British Museum in London, in der Bibliothèque nationale de France in Paris, in den Uffizien in Florenz, im Brooklyn Museum in New York, im Cleveland Museum of Art und im Art Institute of Chicago.

## Veröffentlichungen
- mit Richard Meyer Baum: New York in Etchings. Bard Bros., New York 1939.
- Fine art reproductions of old and modern masters. New York Graphic Society, Greenwich 1946.
- mit Peter Bellew (Hrsg.): Unesco-Sammlung der Weltkunst. 63 Bände. Piper, München ab 1954.[3]
- (Hrsg.): The Complete Letters of Vincent Van Gogh. 3 Bände. New York Graphic Society, Greenwich ab 1958.
- My Share of Wine. The memoirs of Anton Schutz. New York Graphic Society, Greenwich 1972, ISBN 0-8212-0515-3.